# Heptathlon aux championnats du monde d'athlétisme 1987
Navigation
Helsinki 1983 Tokyo 1991
Le concours de l'heptathlon des championnats du monde d'athlétisme 1987 s'est déroulé les 31 août et 1er septembre 1987 dans le Stade olympique de Rome, en Italie. Il est remporté par l'Américaine Jackie Joyner-Kersee.

## Résultats
| Rang               | Athlète               | Pays                 | Performance | Notes |
| ------------------ | --------------------- | -------------------- | ----------- | ----- |
| Médaille d'or      | Jackie Joyner-Kersee  | États-Unis           | 7 128 pts   | CR    |
| Médaille d'argent  | Larisa Nikitina       | Union soviétique     | 6 564 pts   |       |
| Médaille de bronze | Jane Frederick        | États-Unis           | 6 502 pts   |       |
| 4                  | Anke Vater-Behmer     | Allemagne de l'Est   | 6 460 pts   |       |
| 5                  | Liliana Năstase       | Roumanie             | 6 325 pts   |       |
| 6                  | Marion Reichelt       | Allemagne de l'Est   | 6 296 pts   |       |
| 7                  | Marianna Maslennikova | Union soviétique     | 6 228 pts   |       |
| 8                  | Zhu Yuqing            | Chine                | 6 211 pts   |       |
| 9                  | Kim Hagger            | Royaume-Uni          | 6 167 pts   |       |
| 10                 | Jane Flemming         | Australie            | 6 149 pts   |       |
| 11                 | Nadine Debois         | France               | 6 139 pts   |       |
| 12                 | Cindy Greiner         | États-Unis           | 6 042 pts   |       |
| 13                 | Tineke Hidding        | Pays-Bas             | 6 040 pts   |       |
| 14                 | Svetlana Buraga       | Union soviétique     | 5 982 pts   |       |
| 15                 | Joanne Mulliner       | Royaume-Uni          | 5 842 pts   |       |
| 16                 | Ragne Kytölä          | Finlande             | 5 791 pts   |       |
| 17                 | Cornelia Heinrich     | Allemagne de l'Ouest | 5 664 pts   |       |
| 18                 | Sabine Braun          | Allemagne de l'Ouest | 5 621 pts   |       |
| 19                 | Connie Polman-Tuin    | Canada               | 5 608 pts   |       |
|                    | Eva Karblom           | Suède                | DNF         |       |
|                    | Ingrid Meilicke       | Paraguay             | DNF         |       |
|                    | Zuzana Lajbnerová     | Tchécoslovaquie      | DNF         |       |
| —                  | Manuela Marxer        | Liechtenstein        | DNF         |       |
| —                  | Chantal Beaugeant     | France               | DNF         |       |
| —                  | Alessandra Becatti    | Italie               | DNF         |       |

## Légende
Records et Performances
- AR : Record continental (area record)
- CR : Record des championnats (championship record)
- MR : Record du meeting (meet record)
- NR : Record national (national record)
- OR : Record olympique (olympic record)
- PR : Record paralympique (paralympic record)
- PB : Record personnel (personal best)
- SB : Meilleure performance personnelle de la saison (season's best)
- WL : Meilleure performance mondiale de l'année (world leader)
- WJR : Record du monde junior (world junior record)
- WR : Record du monde (world record)

Circonstances et Conditions
- DNF : N'a pas terminé (did not finish)
- DNS : N'a pas pris le départ (did not start)
- DQ : Disqualification (disqualification)
- NM : Aucun essai valable enregistré (No Mark)
- Q : Qualifié « directement » au prochain tour (ou à la prochaine compétition), lors d'une compétition majeure, grâce au classement ou à la réalisation des minima (automatic qualifier)
- q : Qualifié au prochain tour (ou à la prochaine compétition), lors d'une compétition majeure, grâce au repêchage ou à la réalisation de l'une des meilleures performances parmi celles des « non qualifiés directement » (grâce au meilleur temps ou à la meilleure distance par exemple) (secondary qualifier)